# Pensauriói Lénárt
Pensauriói Lénárt (14. század – 15. század) katolikus főpap, kánonjogi doktor.
1391-től zágrábi főesperes, 1390–1397 között esztergomi kanonok, általános érseki helynök. 1391-ben intézkedett, hogy Pozsony vármegye plébánosai az eddigi szokás szerint a pozsonyi Szent Márton-templom plébánosától szerezzék be a szentelt olajokat, aki azt Esztergomból hozzassa. Esztergomi házát a káptalanra hagyta. 1392. június 29. és 1404 között zenggi püspök.